# Jindřich Jules Bourbon-Condé
Jindřich Jules Bourbon-Condé (29. července 1643, Paříž – 1. dubna 1709, Paříž) byl od roku 1686 do své smrti knížetem z Condé. Ke konci života trpěl klinickou lykantropií a byl považován za choromyslného.

## Život
Jindřich Jules se narodil v létě 1643 jako syn knížete Louise, známého jako Grand Condé. Byl o pět let mladší než král Ludvík XIV. Byl jediným dědicem ohromného bohatství a majetku rodu Condé, včetně Hôtelu de Condé a zámku Chantilly. Jeho matka, princezna Claire-Clémence de Maillé-Brézé, byla neteří kardinála Richelieu. Pokřtěn byl v den svého narození v kostele svatého Sulpicia v Paříži. Do tří let, zatímco byl jeho otec vévodou z Enghienu, byl u dvora znám jako vévoda z Albret.

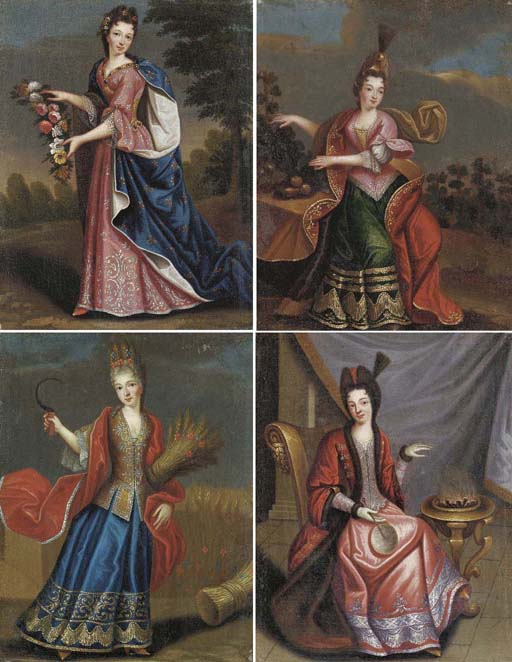
Čtyři přeživší dcery Jindřicha Julese, Pierre Gobert.

Po smrti svého dědečka získal otcův zdvořilostní titul vévody z Enghien. Jako člen vládnoucího rodu Bourbonů byl princem královské krve s titulaturou Monsieur le Duc.
Po většinu svého života byl Jindřich Jules psychicky nestabilní. Byl to malý, ošklivý, zhýralý a brutální muž, nejen "odpudivý", ale "prokletý tak násilnou povahou, že bylo nebezpečné mu odporovat".
V roce 1673 ukončil vojenský výcvik a byl nominálně pověřen vedením rýnské fronty. Funkce však byla jen nominální, nikdy ji nevykonával, protože postrádal vojenské schopnosti svého otce. Byl vzdělaný, ale měl zlomyslnou povahu. Za vhodnou manželku pro něj byla považována jeho vzdálená sestřenice Alžběta Markéta Orleánská, dcera Gastona Orleánského. Sňatek se však neuskutečnil.
V prosinci 1663 se nakonec v Palais du Louvre v Paříži oženil s o pět let mladší Annou Henriettou Bavorskou, dcerou prince Eduarda Falckého a známé politické společnice Anny Gonzagové. Manželé měli deset dětí. Mladá princezna byla známá svou zbožnou, velkorysou a laskavou povahou. Mnozí u dvora ji chválili za velmi příznivý přístup k jejímu nepříjemnému manželovi. Navzdory jejím dobrým vlastnostem však Jindřich Jules, který byl náchylný k velkým vztekům, svou tichou manželku často bil.
Jindřich Jules měl navíc nemanželskou dceru s Françoise-Charlotte de Montalais. Dítě bylo známé jako Julie de Bourbon, Julie de Gheneni nebo Mademoiselle de Châteaubriant.
Jindřich Jules zemřel 1. dubna 1709 ve věku 65 let. Jeho nástupcem se stal jeho syn Ludvík III. Bourbon-Condé.

## Potomci
Za čtyřicet šest let manželství se manželům narodilo deset dětí:
- Marie Tereza Bourbonská (1. února 1666 – 22. února 1732), sňatkem polská titulární královna, kněžna de Conti
⚭ 1600 František Ludvík Bourbon-Conti (30. dubna 1664 – 22. února 1709), titulární polský král, kníže z Conti
- Jindřich Bourbon (5. listopadu 1667 – 5. července 1670)
- Ludvík III. Bourbon-Condé (10. listopadu 1668 – 4. března 1710), vévoda z Bourbonu, od roku 1709 kníže z Condé
⚭ 1685 Luisa Františka Bourbonská (1. června 1673 – 16. června 1743)
- Anna Bourbonská (11. listopadu 1670 – 27. května 1675)
- Jindřich Bourbon (3. července 1672 – 6. června 1675)
- Ludvík Jindřich Bourbon (9. listopadu 1673 – 21. února 1677)
- Anna Marie Bourbonská (11. srpna 1675 – 23. října 1700), svobodná a bezdětná
- Luisa Benedikta Bourbonská (8. listopadu 1676 – 23. ledna 1753);
⚭ 1692 Ludvík August Bourbonský (31. března 1670 – 14. května 1736), vévoda z Maine
- Marie Anna Bourbonská (24. února 1678 – 11. dubna 1718),
⚭ 1710 Louis Joseph de Bourbon (1. července 1654 – 11. června 1712), francouzský maršál, vévoda z Vendôme
- dcera (17. července 1679 – 17. září 1680)